# دوغلاس كوبو
دوغلاس كوبو هو لاعب كرة قدم برازيلي، ولد في 19 مارس 1987 في أسيز في البرازيل. لعب مع نادي بوليس تيرو ونادي تشونبوري ونادي فلوريانا.

## وصلات خارجية
- دوغلاس كوبو على موقع قاعدة بيانات كرة القدم.إي يو (الإنجليزية)
- دوغلاس كوبو على موقع Soccerway.com (الإنجليزية)
- دوغلاس كوبو على موقع عالم كرة القدم.نت (الإنجليزية)